# Ohms
Ohms — девятый студийный альбом американской альтернативной метал группы Deftones, выход которого состоялся 25 сентября 2020 года на лейбле Reprise Records.

## Предыстория
В музыкальном плане альбом охарактеризован как альтернативный метал и дрим-поп. Это первый альбом Deftones со времён их одноимённого альбома 2003 года, который был спродюсирован Терри Дэйтом, хотя в последний раз группа работала с ним во время производства неизданного до сих пор альбома Eros в 2008 году. Ohms также является первым альбомом Deftones, на котором Стивен Карпентер использует девятиструнную гитару, и последним, в котором участвует бас-гитарист Серхио Вега.

## Материал
Обложка была разработана Фрэнком Мэддоксом, который ранее работал с группой над несколькими альбомами, включая White Pony. На обложке всего 12 995 точек. Многие поклонники считали, что дизайн обложки — это дань уважения первоначальному басисту Deftones Чи Ченгу, который умер в 2013 году, поскольку глаза, которые изображены на обложке, тесно связаны с его фотографией. Однако барабанщик группы Эйб Каннингем заявил в интервью, что это было просто совпадение. Он также сказал, что идея обложки напомнила ему о 1980-х годах, в частности о музыкальном видеоклипе на песню певца Принса 1984 года «When Doves Cry».

## Продвижение
Группа начала тизерить релиз альбома с недельной цифровой кампанией в августе 2020 года. Deftones выпустили загадочные посты в социальных сетях, а также свой официальный сайт и анимацию через функцию Canvas Spotify, которая при решении выявила слово «Ohms» и продольные координаты для рекламного щита в Лос-Анджелесе, показывающего обложку альбома. Кампания завершила официальный анонс альбома Ohms и продвижение видеоклипа к одноимённой песне. Видеоклип к песне Ohms был снят режиссёром Рафатоном и включало то, что Rolling Stone описал его как «видео выступления группы, перемежающееся сценами из антиутопического мира, отражая музыкально и лирически тяжёлые песенные настроения».
Первоначально Deftones планировали гастролировать по Северной Америке в поддержку альбома Ohms с Gojira и Poppy с июля по сентябрь 2020 года, но из-за пандемии COVID-19 тур был отложен до 2021 года.

## Критика
| Совокупная оценка    | Совокупная оценка |
| Источник             | Оценка            |
| -------------------- | ----------------- |
| Album of the Year    | 85/100            |
| AnyDecentMusic?      | 8.6/10            |
| Metacritic           | 87/100            |
| Оценки критиков      |                   |
| Источник             | Оценка            |
| AllMusic             | [ 19 ]            |
| Consequence of Sound | A–                |
| DIY                  | [ 20 ]            |
| Exclaim!             | 9/10              |
| The Guardian         | [ 21 ]            |
| The Independent      | [ 22 ]            |
| Kerrang!             | 4/5               |
| NME                  | [ 24 ]            |
| Pitchfork            | 7.6/10            |
| Sputnikmusic         | 5/5               |

Ohms получил положительные отзывы музыкальных критиков; на сайте-агрегаторе Metacritic средневзвешенная оценка альбома составляет 87 из 100 баллов, основанная на 19 обзорах и указывает на «всеобщее признание».

## Список композиций
Все тексты написаны Чино Морено, вся музыка написана Deftones.
| №                   | Название                   | Длительность |
| ------------------- | -------------------------- | ------------ |
| 1.                  | «Genesis»                  | 5:17         |
| 2.                  | «Ceremony»                 | 3:27         |
| 3.                  | «Urantia»                  | 4:30         |
| 4.                  | «Error»                    | 4:50         |
| 5.                  | «The Spell of Mathematics» | 5:27         |
| 6.                  | «Pompeji»                  | 5:25         |
| 7.                  | «This Link Is Dead»        | 4:37         |
| 8.                  | «Radiant City»             | 3:35         |
| 9.                  | «Headless»                 | 4:59         |
| 10.                 | «Ohms»                     | 4:10         |
| Общая длительность: | Общая длительность:        | 46:17        |

## Участники записи
Адаптировано из буклета альбома.

| - Чино Морено — вокал, ритм-гитара - Стивен Карпентер — соло-гитара - Серхио Вега — бас-гитара - Эйб Каннингем — барабаны - Фрэнк Делгадо — сэмплирование, клавишные | - Терри Дэйт — продюсер, микширование - Хоуи Вайнберг — мастеринг - Уилл Борза — ассистент мастеринга - Deftones — продюсирование |

## Чарты
| Чарт (2020)                         | Наивысшая позиция |
| ----------------------------------- | ----------------- |
| Австралия (ARIA)                    | 3                 |
| Бельгия/Валлония (Ultratop)         | 11                |
| Бельгия/Фландрия (Ultratop)         | 11                |
| Великобритания (UK Albums Chart)    | 5                 |
| Венгрия (MAHASZ)                    | 7                 |
| Германия (Offizielle Top 100)       | 8                 |
| Ирландия (Irish Albums Chart)       | 19                |
| Испания (PROMUSICAE)                | 14                |
| Италия (Classifica album)           | 40                |
| Нидерланды (Album Top 100)          | 20                |
| Новая Зеландия (RMNZ)               | 4                 |
| США (Billboard 200)                 | 5                 |
| США (Billboard Top Rock Albums)     | 2                 |
| Финляндия (Suomen virallinen lista) | 10                |
| Франция (SNEP)                      | 23                |
| Швейцария (Schweizer Hitparade)     | 5                 |